# Natsumi (Name)
Natsumi ist ein japanischer weiblicher Vorname und Familienname.

## Bekannte Namensträger

### Vorname
- Natsumi Abe (* 1981), japanische J-Pop-Sängerin und Schauspielerin
- Natsumi Andō (* 1970), japanische Manga-Zeichnerin

### Familienname
- Madoka Natsumi (* 1978), japanische Skilangläuferin